# Kalufi
Kalufi su nekropola stećaka iz 14. i 15. stoljeća, u selu Krekovi na južnim obroncima planine Crvanj, općina Nevesinje, Bosna i Hercegovina. Nekropola je na listi 30 srednjovjekovnih nekropola stećaka koje su 2016. godine proglašene UNESCO-ovom svjetskom baštinom. Na listi su 22 nekropole u Bosni i Hercegovini, po 3 u Srbiji i Crnoj Gori, a 2 u Hrvatskoj. Nekropola je i nacionalni spomenik BiH.
Broji 462 stećka, od čega 295 ploča, 150 sanduka, 3 sljemenjaka i 14 antičkih spolija u sekundarnoj upotrebi. Prostire se na površini od oko 18000 m 2. Stećci su klesani od vapnenaca bolje kvalitete, većinom pravilno oblikovani, ali ima primjeraka slabije obrade i čak amorfnih. Ljudske figure pojavljuju se na 2 spomenika: muška figura sa štitom i mačem. Najukrašeniji je sanduk br. 43. Na tri strane je friz od povijene lozice s trolistovima. Ispod je urezana scena lova na jelena, uokvirena tordiranom trakom. Na istočnoj čeonoj strani je urezan veliki štit, a ispod njega mač. Na štitu je kosa pruga i polumjesec. Na sjevernoj bočnoj strani, uokvirena tordiranom trakom, je urezana scena turnira s 4 viteza konjanika. Na južnoj bočnoj strani su dvije horizontalno postavljene scene. Dijeli ih tordirana traka. U gornjem dijelu je urezana scena mješovitog kola. Donja scena prikazuje dvoboj vitezova na konjima. Između njih stoji žena koja pridržava uzde oba konja. Iza vitezova je po jedna muška figura s kopljem.
U naselju je i nekropola sa stećcima Rajkov kamen u zaseoku Mijatovci, koja se može smatrati i dijelom nekropole na obližnjem lokalitetu Kalufi. To je mala nekropola koja se sastoji od dvije cjeline. Također je nacionalni spomenik.